# Moszkvics (autómárka)

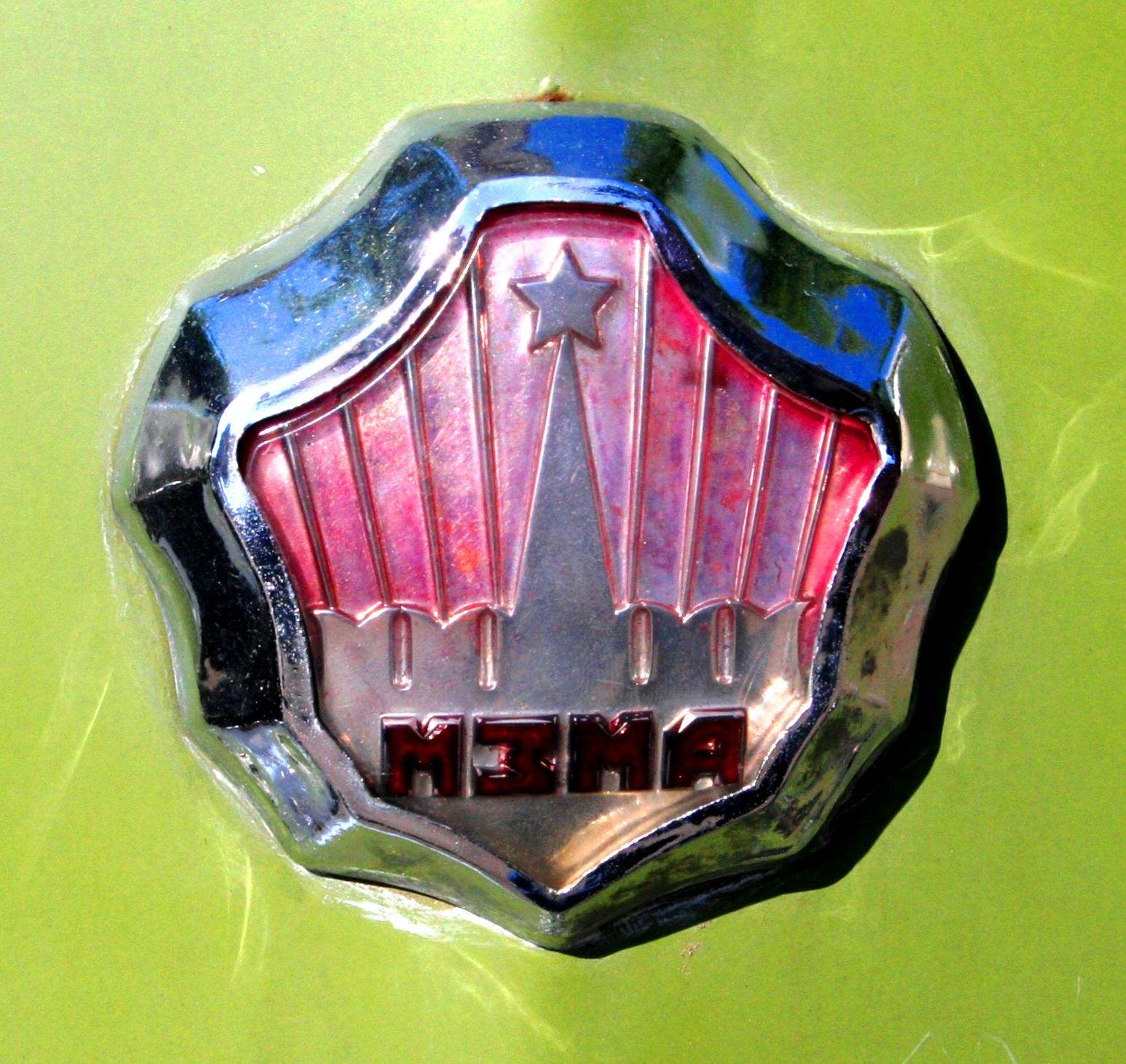
Az MZMA logója

A Moszkvics egy Moszkvában gyártott szovjet autómárka volt. 1947 és 1968 között a Moszkovszkij Zavod Malolitrazsnih Avtomobilej (MZMA), 1968-tól pedig a Lenini Komszomol Autógyár (AZLK – Avtomobilnij Zavod imenyi Lenyinszkovo Komszomola) állította elő.

## Története
Már a második világháború alatt megkezdte működését a moszkvai autógyár, amely 1940–1941 között a KIM–10 típust gyártotta. A világháború befejezése után a német háborús jóvátétel részeként a Szovjetunió tulajdonába kerültek a német Opel Kadett tervei és gyártóberendezései. Így jött létre a Moszkvics (Moszkva lakója vagy szülötte), önhordó karosszériával, négyhengeres, 16,8 kW (23 DIN-LE) teljesítményű motorral.
A kezdeti Moszkvics 400 jelű modell motorjának teljesítményét a Moszkvics 401 modellnél 19,1 kW-ra (26 DIN-LE) növelték 1954-ben.
Számos karosszéria-változat készült, a limuzinon kívül túrakocsi és kombi is. Ezek a modellek ugyan külsejükben még az Opel Kadett hatása alatt álltak – 1956-ig 200 ezer készült belőlük – nagy szerepük volt a világháború utáni újjáépítés során megnövekedett motorizációs igények kielégítésében. 1956-1958 között gyártották az új karosszériával ellátott, klasszikus építésű (orrmotor, hátsókerék-hajtás, hátsó fel-függesztés félelliptikus laprugókkal) 402 jelű modellt.
A Moszkvics–402 jelű modell méretei: 4055×1540×1560 mm; menetkész tömege 980 kg volt. Oldaltszelepelt (SV) négyhengeres, 1220 cm³-es motorjának legnagyobb teljesítménye 26 kW (35 DIN-lE), a modell végsebessége 105 km/h volt. Taxiként is gyakran használták. A kombi-változat (423) 1957 tavaszán jelent meg.  
1957–1958-ban mindössze 1035 példányban készült négykerék-hajtású modell, a Moszkvics–410. A 15 cm-rel megemelt karosszéria azonos volt a 402 modellével. 1958-ban jelent meg a 407 jelű modell, amelyből limuzin, kombi, taxi, könnyű áruszállító és mentőautó egyaránt készült. (1958–1963 között összesen kb. 266 000 példányban). 1952–1965 között a 403 jelű modellt gyártották, amely a 407 "ráncfelvarrásos" változatának tekinthető. A 407-es már új motort kapott: felülszelepelt (OHV), négyhengeres, 1358 cm³ lökettérfogatú motorjának legnagyobb teljesítménye 33,1 kW (45 DIN-LE) volt, amellyel elérte a 110 km/h-s végsebességet.) A 407 mellett kis példányszámban hétszemélyes változatot is készítettek, vászontetős (415) vagy zárt karosszériával (416). 1964-ben sokkal korszerűbb karosszériával jelent meg az új 408 jelű modell. 
A négyhengeres, soros motor már a 407-nél bemutatkozott (függőszelepek nyomórúddal és himbával, fogaskerék-hajtású vezérműtengely, könnyűfém hengerfej, három helyen csapágyazott főtengely). A négyfokozatú sebességváltó-mű II., III. és IV. fokozata volt szinkronizálva. A 4-5 üléses sedan legnagyobb sebessége 120 km/h volt. A 408 modellváltozatainak tekinthető az ötajtós, 426 jelű kombi és a háromajtós, 433 jelű furgon. (A 408 és a 426 jelű modellek összeszerelését Belgiumban is végezték, ahol ezek Scaldia típusjelzéssel (Scaldia 1300 jelű modellként) kerültek forgalomba. Két évvel később megjelent az előző modelltől külsőleg alig különböző 412 jelű modell. (Csak a csomagtér ajtaját, a fényszórókat és a hátsó lámpákat módosították.) A négyhengeres, felülvezérelt (OHC) motor lökettérfogatát 1479 cm³-re, a modell legnagyobb sebességét 140 km/h-ra növelték. A kombiváltozat 427 jelzéssel került forgalomba, a furgon a 434 jelzést viselte. A 408-at (36,8 kW = 50 LE) teljesítményű motorral – beleértve a csekély Mértékig módosított „408 IE” modellváltozatot is – 1973-ig gyártották. A 412 jelű modell – 55 kW (75 LE) teljesítményű motorjával 1972 és 1976 között szerepelt a gyártási programban. A 412 motorját kapta utóda, az 1974 végén bemutatott 2140 és kombi változata, a 2137. (Ezt a modellt a 408 motorjával 2138, ill. 2136 jelzéssel kínálták.)   
Szembetűnő változást jelentett a kocsi elejének a módosítása a sötét színű rácsozatba ágyazott fényszórókkal. A modell leglényegesebb műszaki ismertetőjegyei: 145 km/h végsebesség; kétkörös fékrendszer, elöl tárcsafékekkel, módosított szervofék, terhelésfüggő fékerő-szabályozó a hátsó, merev tengelyen, módosított porlasztó és termosztát. A 2140 furgon-változata 2734 megjelöléssel, megerősített hátsó rugóstaggal és más differenciál-áttétellel került forgalomba. 1981 végétől volt kapható a külsőleg finomított 2140 Lux (az export során 1500 SL – SuperLux). 
A gyár 1973-ban 235 000, 1984-ben 251 500 darab személygépkocsit gyártott (svájci adatok szerint), ezzel a VAZ mögött a szovjet autógyárak között a második helyet tartotta. Az új, 2141 jelzéssel ismert prototípus kifejlesztésében egy ideig a francia Renault cég is részt vett, ám a franciák felmondták az együttműködési megállapodást.
A gyár 2003-ban – főleg az Aleko privatizációjának elhúzódása miatt – csődbe ment. 2012-ben felmerült, hogy a céget feltámasztja a Renault cég.  2022-ben a Renault az Oroszország elleni nemzetközi szankciók részeként kivonult Oroszországból és a gyárat jelképes 1 rubeles vételárért eladta Moszkva városának. A városi kormányzat a cég államosítását és a gyártás újjáélesztését tervezi a márka újjáélesztésével.

## Képgaléria

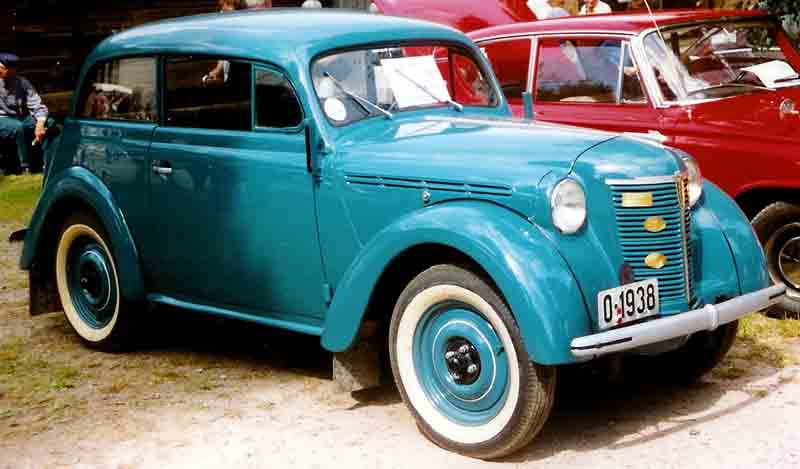
1938-as Opel Kadett
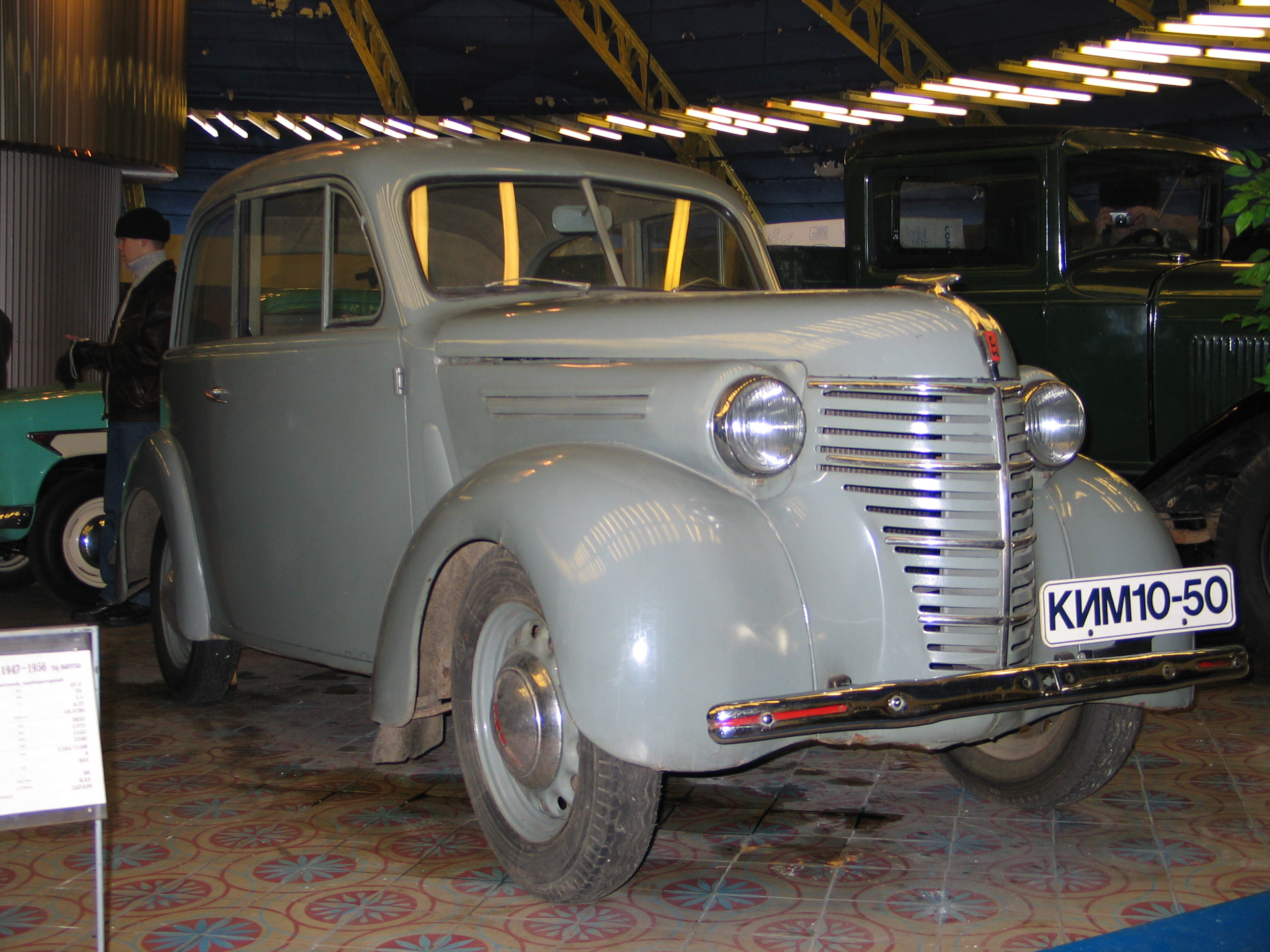
KIM-10-50 sedan (1940)
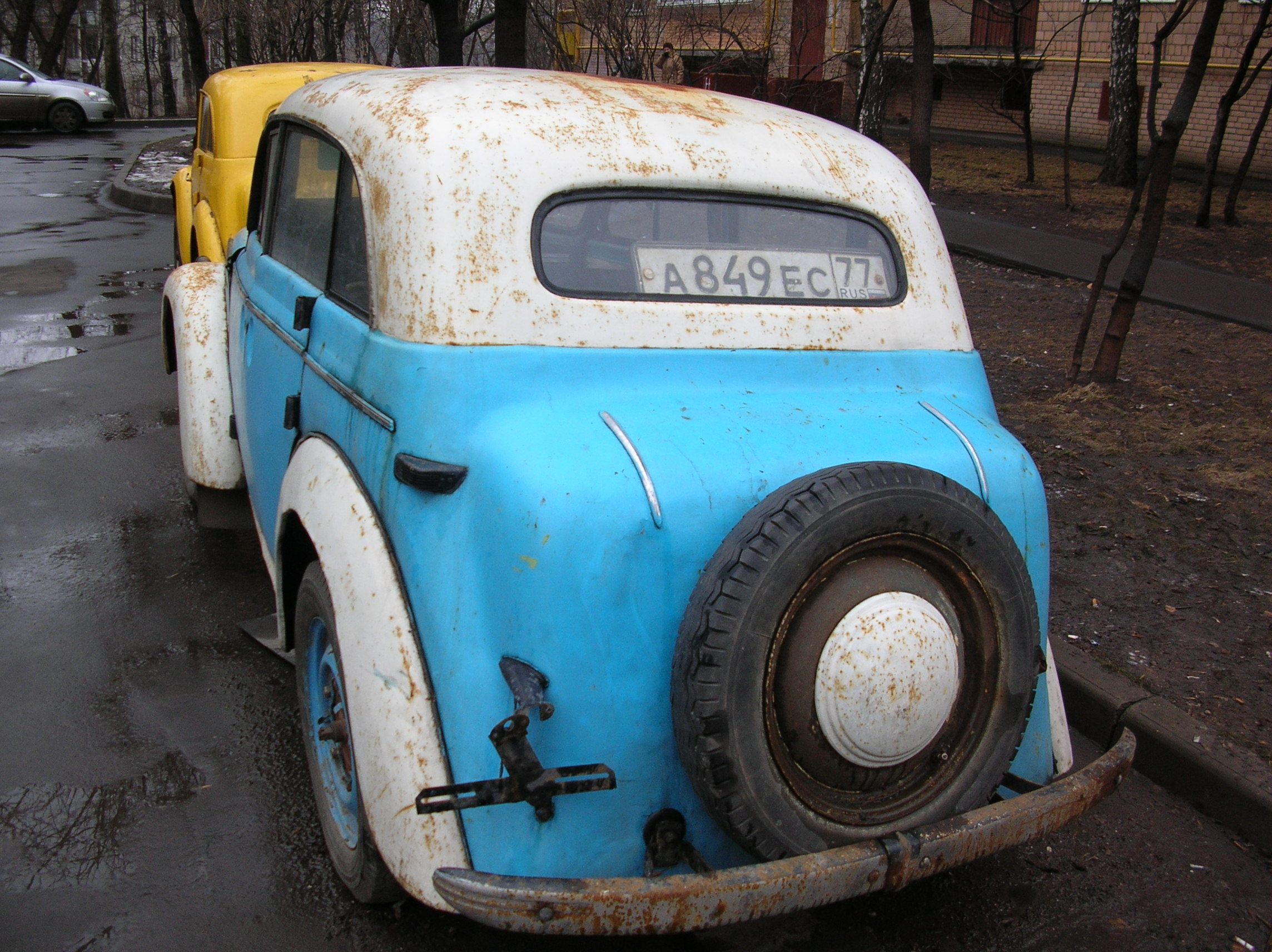
Egy Moszkvics 400 hátulnézetből
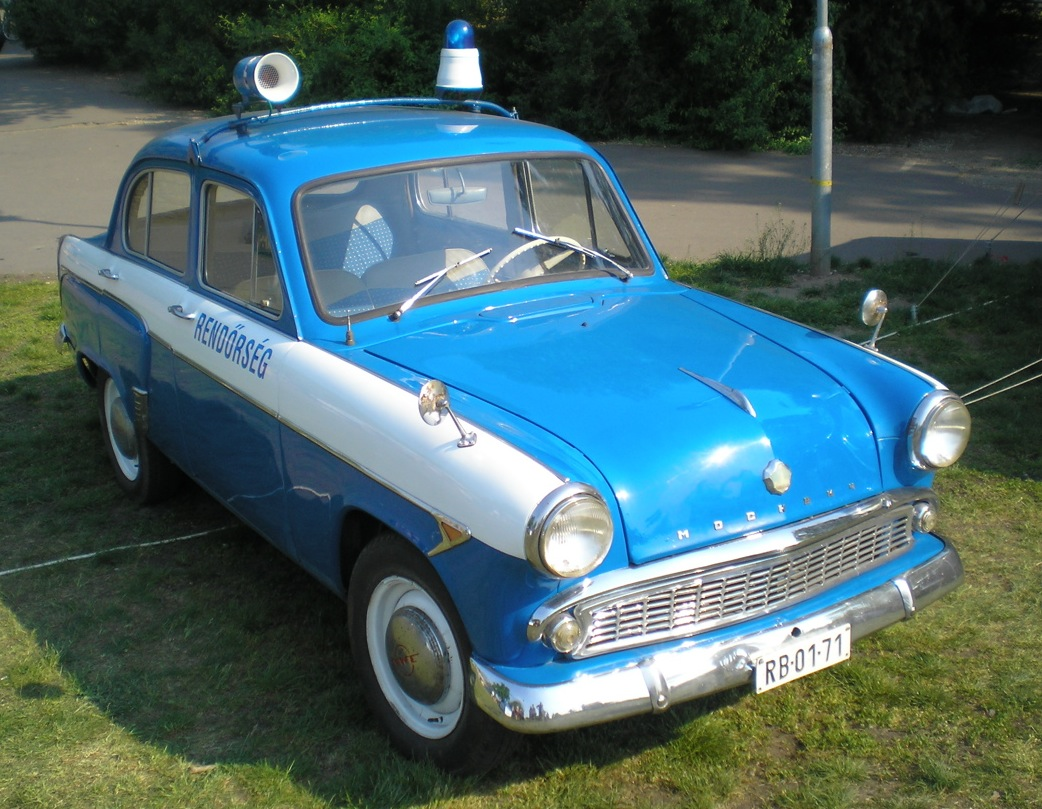
A magyar Rendőrség által egykor használt  Moszkvics 407
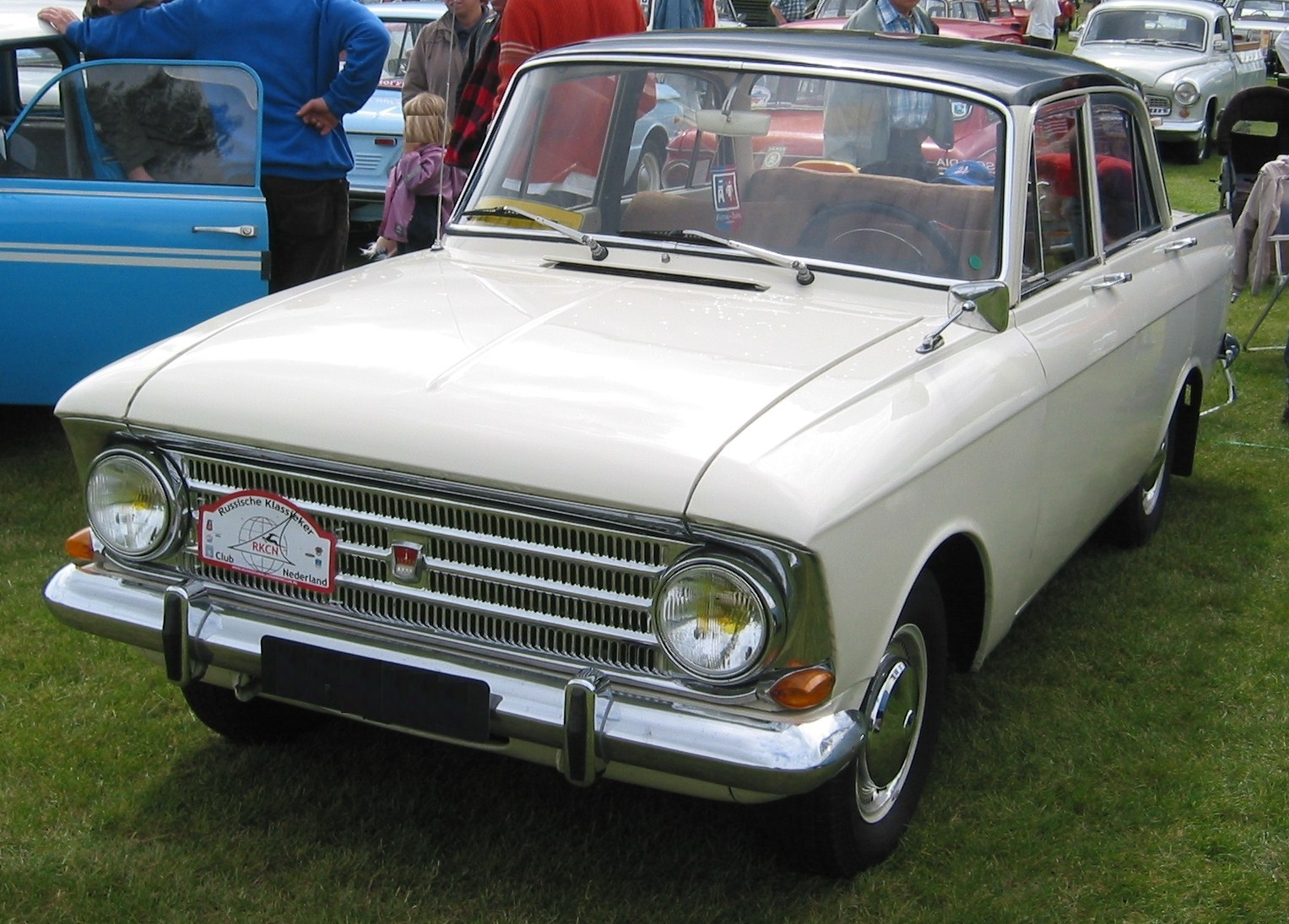
A Moszkvics 408-nak megfelelő Scaldia 1300 (1968)
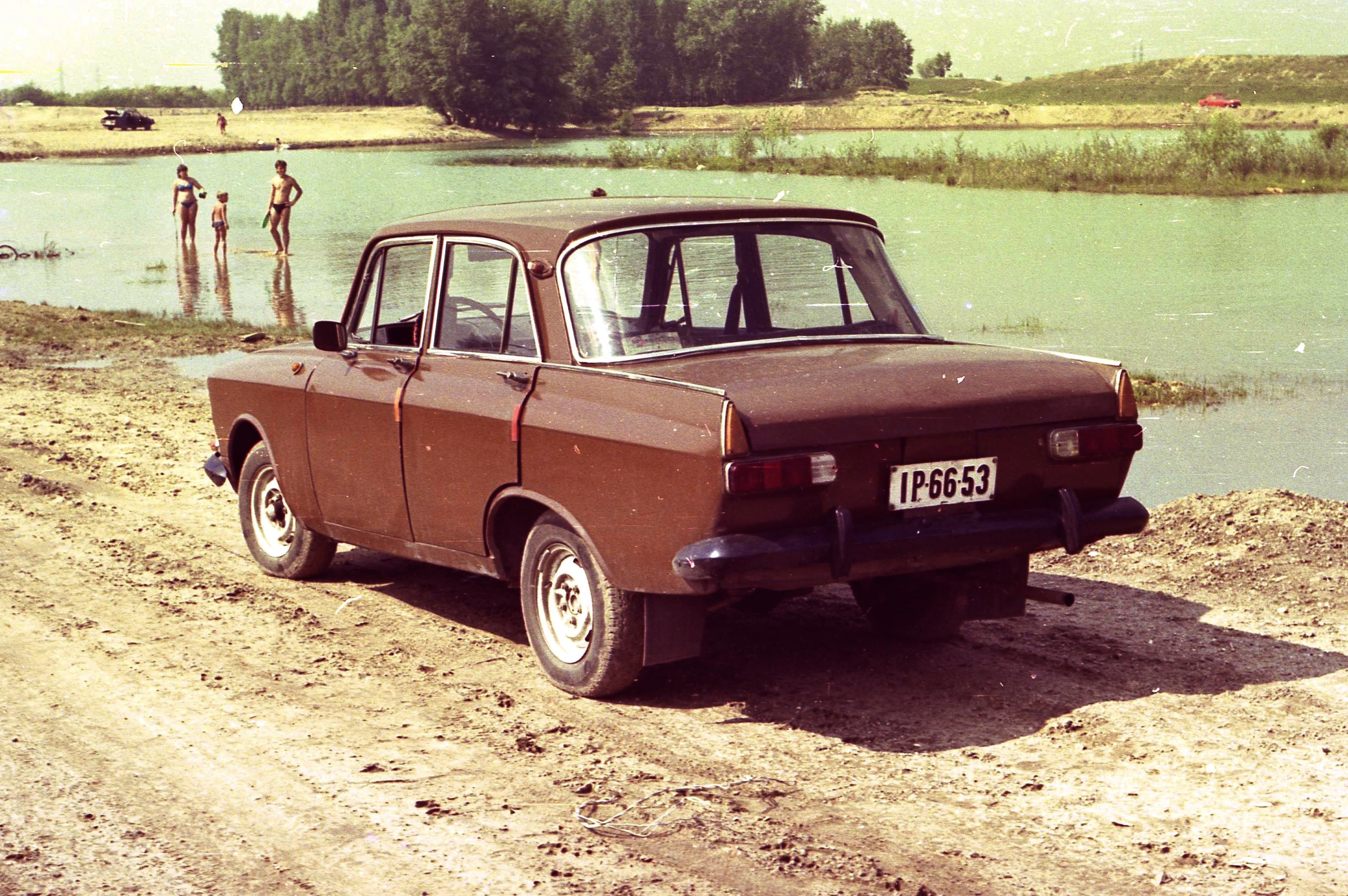
Moszkvics 412
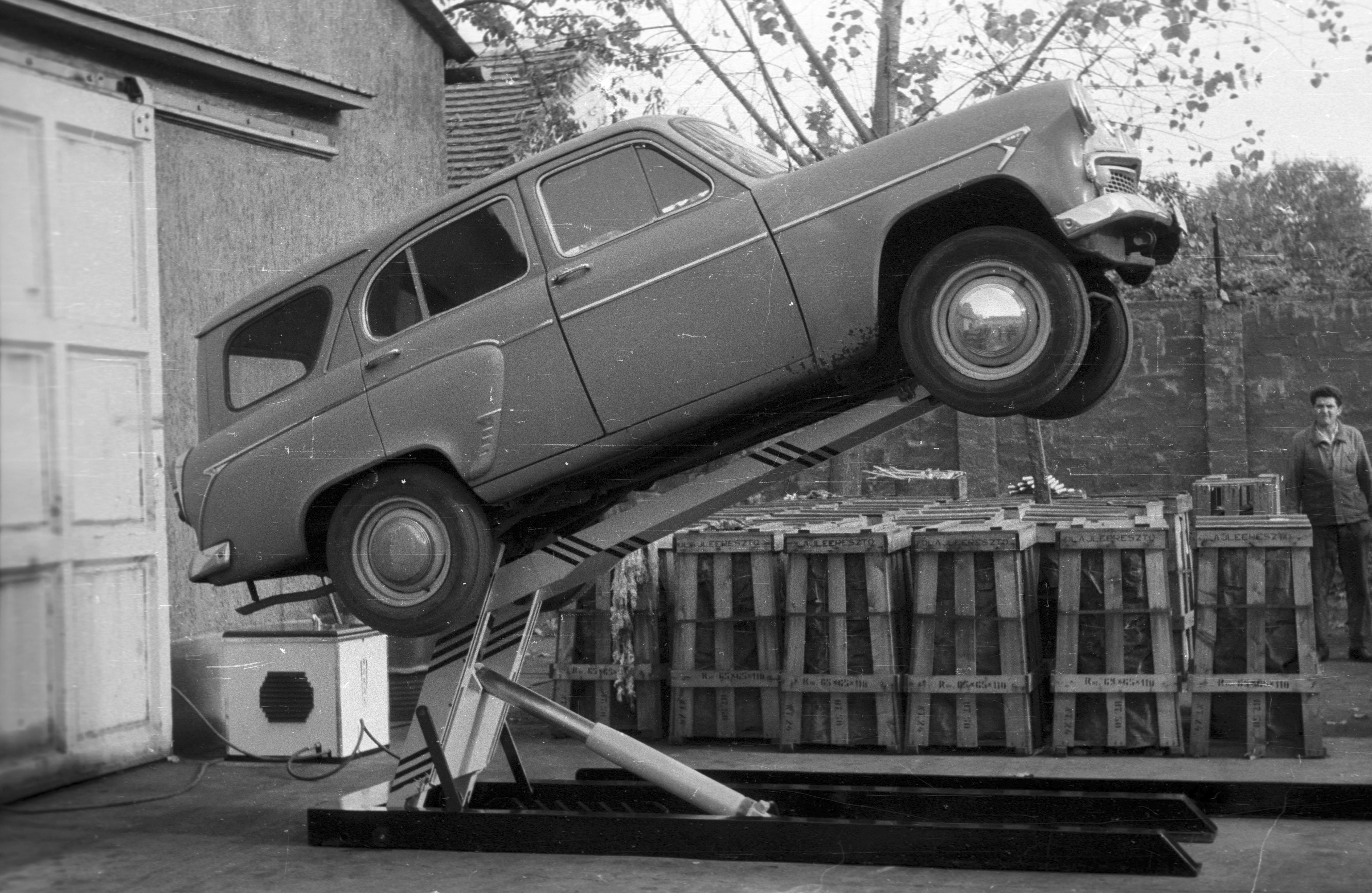
Moszkvics 423
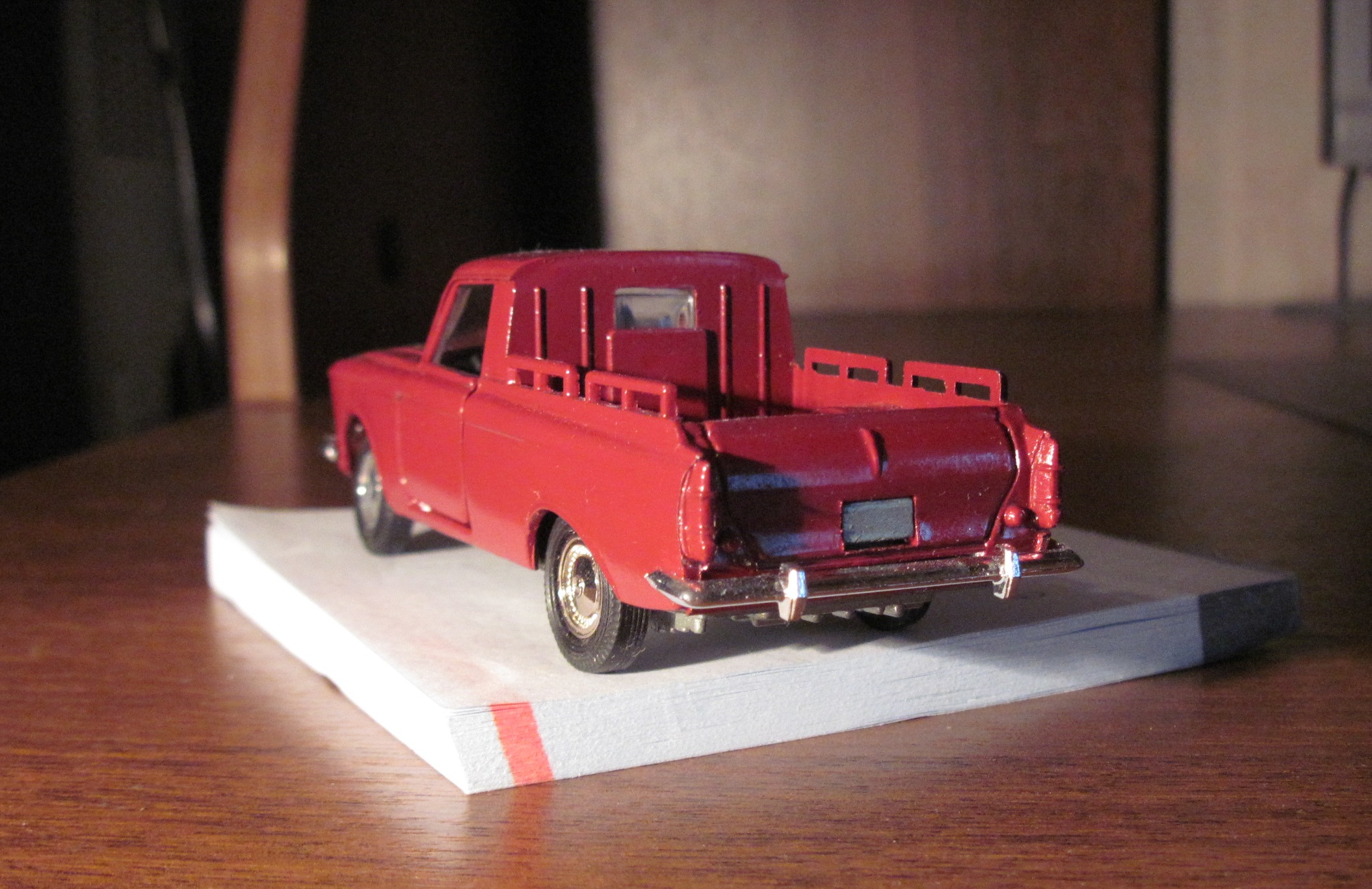
Moszkvics 426
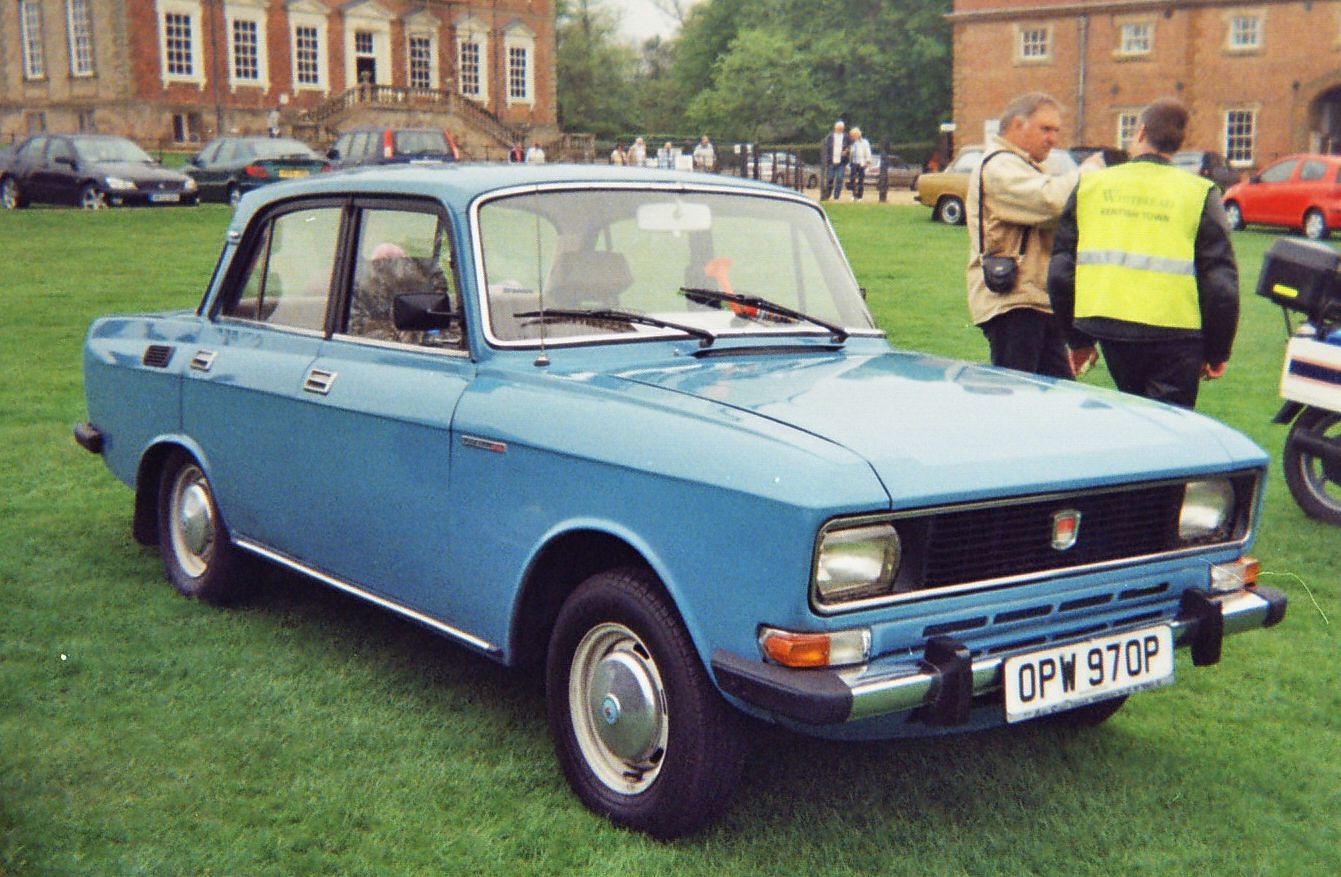
AZLK Moszkvics 2140 (1,5L)
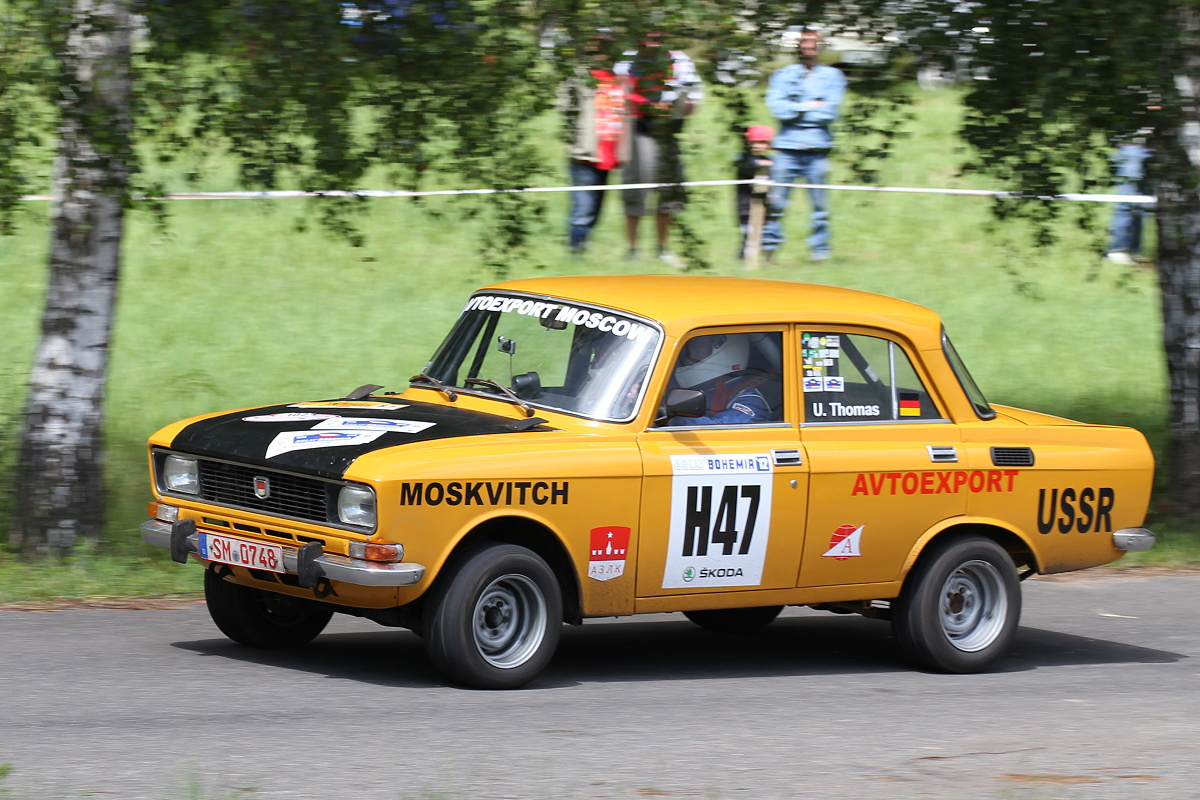
A Moszkvics 2140 rally-változata (2012)
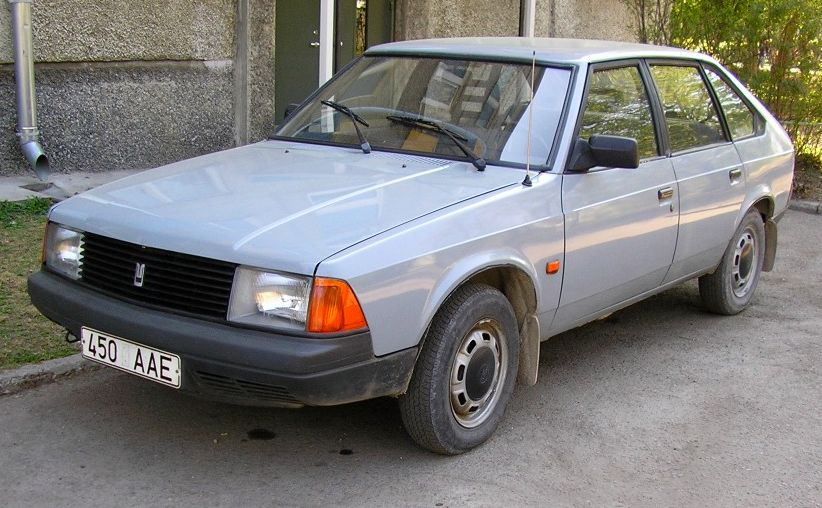
ALEKO M-2145
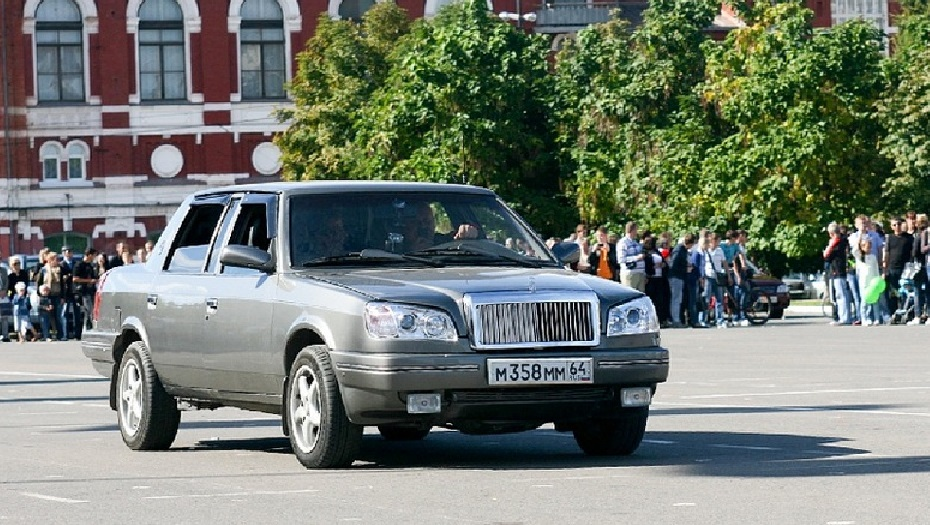
Moszkvics Ivan Kalita (2013)
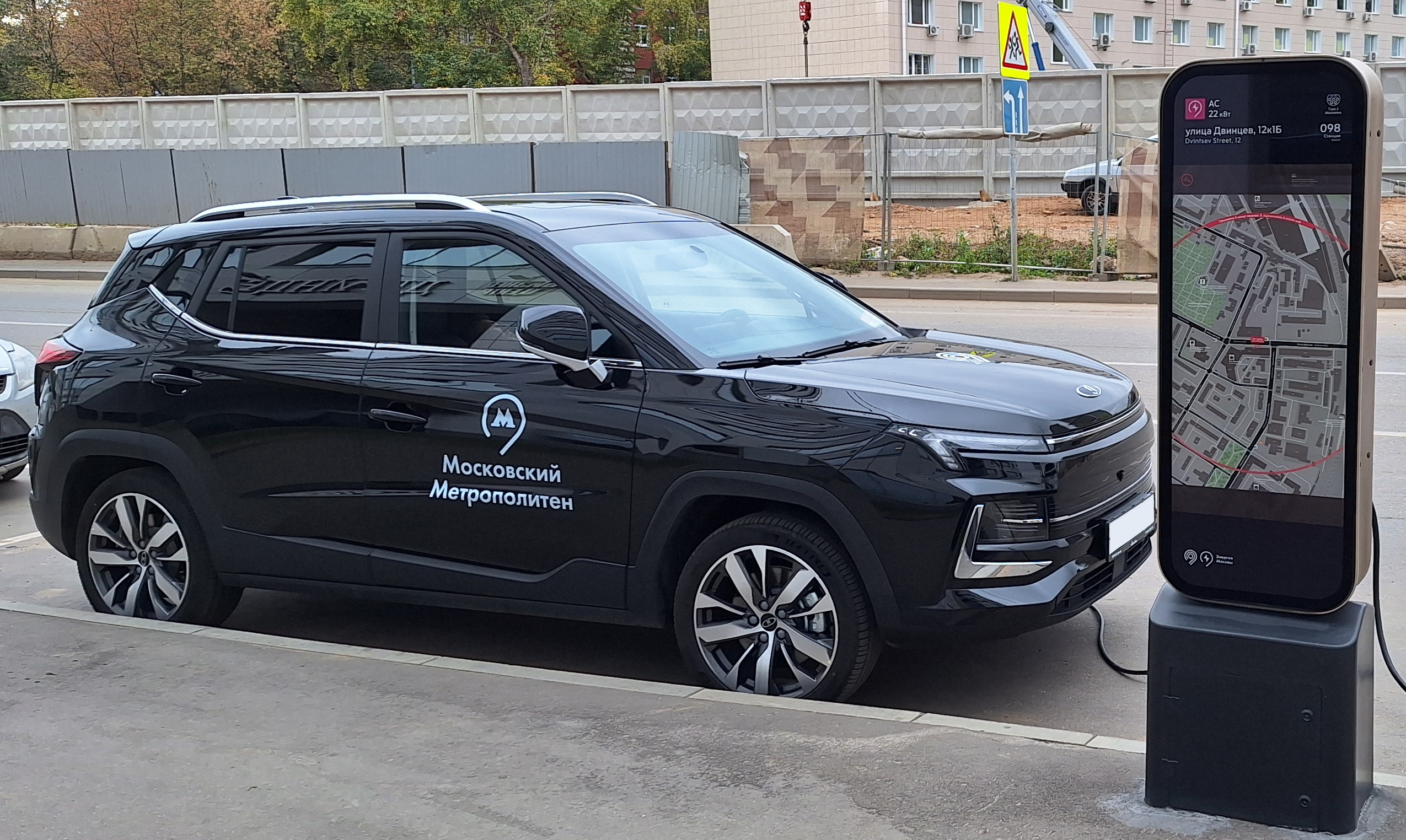
Moszkvics 3e (2023)